# 강인권
강인권(姜仁權, 1972년 6월 26일 ~ )은 전 KBO 리그 두산 베어스의 포수이자, 전 KBO 리그 NC 다이노스의 감독이다. 그의 큰 아들은 KBO 리그 두산 베어스의 외야수인 강동형, 작은 아들은 KBO 리그 NC 다이노스의 투수인 강태경이다.

## 선수 시절

### 한화 이글스시절
1995년에 입단하였다.

### 두산 베어스시절
2002년 1월 17일에 이도형을 상대로 현금 트레이드됐다.

## 야구선수 은퇴 후

### 코치 시절
2006년에 은퇴 후 2007년부터 2011년까지 두산 베어스의 배터리코치로 활동했다.
2011년 10월 4일 NC 다이노스의 배터리코치로 선임됐다. 2014년까지 NC 다이노스에서 배터리코치로 활동했다.
2014년 시즌 후 두산 베어스의 배터리코치로 복귀했다.
2018년부터 한화 이글스의 배터리코치로 활동했다.
2020년부터 2022년 5월까지 NC 다이노스의 수석코치를 맡았다.

### 감독 대행 시절
2022년 5월 11일 이동욱 감독이 선수단 일탈 행위 및 성적 부진으로 경질되자 NC 다이노스의 감독 대행을 맡게 됐다.
2022년 시즌에 감독 대행으로서 58승 3무 50패를 기록했다. 후반기까지 KIA 타이거즈와 5위를 두고 경합했으나 6위로 시즌을 마쳤다.
시즌 후 2022년 11월 3일에 NC 다이노스의 3대 감독으로 취임했다.

### NC 다이노스감독 시절

#### 2023년시즌
양의지, 노진혁, 원종현의 이적으로 투타 핵심 선수들이 없는 채로 첫 시즌을 맡게 됐다.
7월 12일 롯데 자이언츠와의 경기에서 감독 통산 세 자릿수 승을 달성했다.
2023년 시즌을 75승 67패 2무 시즌 4위로 마감했다.
와일드카드 결정전에서 두산 베어스에 승리하며, 준플레이오프에 진출했다. 준플레이오프에서는 SSG 랜더스를 3연승으로 이기며, 플레이오프에 진출했다. 플레이오프에서는 kt 위즈를 몰아붙이며 먼저 2승을 기록했으나, 주전 선수들의 체력 문제 등으로 3연패를 당하면서, 2승 3패로 시즌을 마감했다.

#### 2024년시즌
시즌 초반에는 2위로 치고 올라갔으나 5월 말 8연패를 시작으로, 7월에 손아섭, 박건우의 부상이탈 후 8월에 팀 역대 최다 연패인 11연패를 당하면서 하위권으로 추락했다. 9월 20일 8경기를 남기고 해임됐다. 감독 대행은 공필성 2군 감독이 맡아 남은 경기를 이끌었다. NC 다이노스의 임선남 단장은 "선수 기용과 운영에 있어 같은 패턴으로 역전패당하는 과정이 아쉬웠다"며 "부진한 선수들이 계속 기용되면서 (팀의) 부진이 지속됐고 새로운 선수도 나오지 못했다"고 하면서 강인권의 해임을 결정하게됐다고 인터뷰했다.
NC 다이노스는 2024년 시즌을 9위로 마무리했다.

## 감독 경력 이후
2025년 3월에는 KBO 전력강화위원회 위원으로 발탁됐다.
2025년 3월 21일에는 2026 WBC를 대비하기 위해 국가대표팀의 수석 겸 배터리코치로 선임됐다.

## 출신 학교
- 대전신흥초등학교
- 충남중학교
- 대전고등학교
- 한양대학교

## 통산 기록
| 연도 | 팀명   | 타율  | 경기 | 타수 | 득점 | 안타 | 2루타 | 3루타 | 홈런 | 루타 | 타점 | 도루 | 도실 | 볼넷 | 사구 | 삼진 | 병살 | 실책 |
| ---- | ------ | ----- | ---- | ---- | ---- | ---- | ----- | ----- | ---- | ---- | ---- | ---- | ---- | ---- | ---- | ---- | ---- | ---- |
| 1995 | 한화   | 0.220 | 104  | 246  | 17   | 54   | 6     | 2     | 1    | 67   | 22   | 1    | 5    | 32   | 15   | 55   | 1    | 9    |
| 1996 | 한화   | 0.220 | 50   | 50   | 6    | 11   | 1     | 0     | 1    | 15   | 5    | 0    | 0    | 8    | 3    | 10   | 0    | 1    |
| 1997 | 한화   | 0.185 | 84   | 108  | 8    | 20   | 1     | 0     | 0    | 21   | 6    | 0    | 3    | 14   | 6    | 22   | 1    | 7    |
| 1998 | 한화   | 0.000 | 24   | 5    | 0    | 0    | 0     | 0     | 0    | 0    | 0    | 0    | 0    | 2    | 0    | 0    | 0    | 0    |
| 1999 | 한화   | 0.221 | 55   | 68   | 6    | 15   | 3     | 0     | 0    | 18   | 3    | 1    | 1    | 16   | 2    | 15   | 3    | 6    |
| 2000 | 한화   | 0.280 | 81   | 118  | 17   | 33   | 4     | 0     | 0    | 37   | 9    | 1    | 0    | 21   | 0    | 25   | 3    | 4    |
| 2001 | 한화   | 0.247 | 104  | 223  | 20   | 55   | 8     | 0     | 6    | 81   | 28   | 2    | 0    | 30   | 4    | 50   | 7    | 8    |
| 2002 | 두산   | 0.294 | 38   | 51   | 4    | 15   | 1     | 0     | 0    | 16   | 1    | 2    | 0    | 4    | 0    | 10   | 0    | 0    |
| 2003 | 두산   | 0.291 | 67   | 179  | 17   | 52   | 9     | 0     | 0    | 61   | 17   | 0    | 3    | 18   | 1    | 28   | 4    | 2    |
| 2004 | 두산   | 0.238 | 79   | 160  | 13   | 38   | 7     | 0     | 0    | 45   | 23   | 0    | 0    | 10   | 3    | 35   | 0    | 5    |
| 2005 | 두산   | 0.286 | 18   | 28   | 5    | 8    | 1     | 0     | 0    | 9    | 5    | 0    | 0    | 5    | 1    | 8    | 0    | 0    |
| 2006 | 두산   | 0.250 | 6    | 16   | 1    | 4    | 0     | 0     | 0    | 4    | 0    | 0    | 0    | 0    | 0    | 6    | 1    | 0    |
| 통산 | 12시즌 | 0.244 | 710  | 1252 | 114  | 305  | 41    | 2     | 8    | 374  | 119  | 7    | 12   | 160  | 35   | 264  | 20   | 42   |

### 감독
- 연도별

| 연도 | 소속  | 경기수 | 승  | 패  | 무 | 승률  | 기타 |
| 2022 | NC    | 111    | 58  | 50  | 3  | 0.537 | 6위  |
| 2023 | NC    | 144    | 75  | 67  | 2  | 0.528 | 4위  |
| 2024 | NC    | 136    | 60  | 74  | 2  | 0.448 | 9위  |
| 통산 | 3시즌 | 391    | 193 | 191 | 7  | 0.503 |      |